# تراب (انار)
تراب، روستایی از توابع بخش مرکزی شهرستان انار در استان کرمان ایران است.

## جمعیت
این روستا در دهستان حسین‌آباد قرار دارد و براساس سرشماری مرکز آمار ایران در سال ۱۳۸۵، جمعیت آن ۳۸۲ نفر (۹۹ خانوار) بوده‌است.